# Station Pierławki
Station Pierławki is een spoorwegstation in de Poolse plaats Pierławki.